# STS-101
STS-101 foi uma missão da nave Atlantis à Estação Espacial Internacional, realizada entre 19 e 29 de maio de 2000.

## Tripulação
| Posição                  | Astronauta       |
| ------------------------ | ---------------- |
| Comandante               | James Halsell    |
| Piloto                   | Scott Horowitz   |
| Especialista de missão 1 | Mary Weber       |
| Especialista de missão 2 | Jeffrey Williams |
| Especialista de missão 3 | James Voss       |
| Especialista de missão 4 | Susan Helms      |
| Especialista de missão 5 | Yuri Usachev     |

## Missão

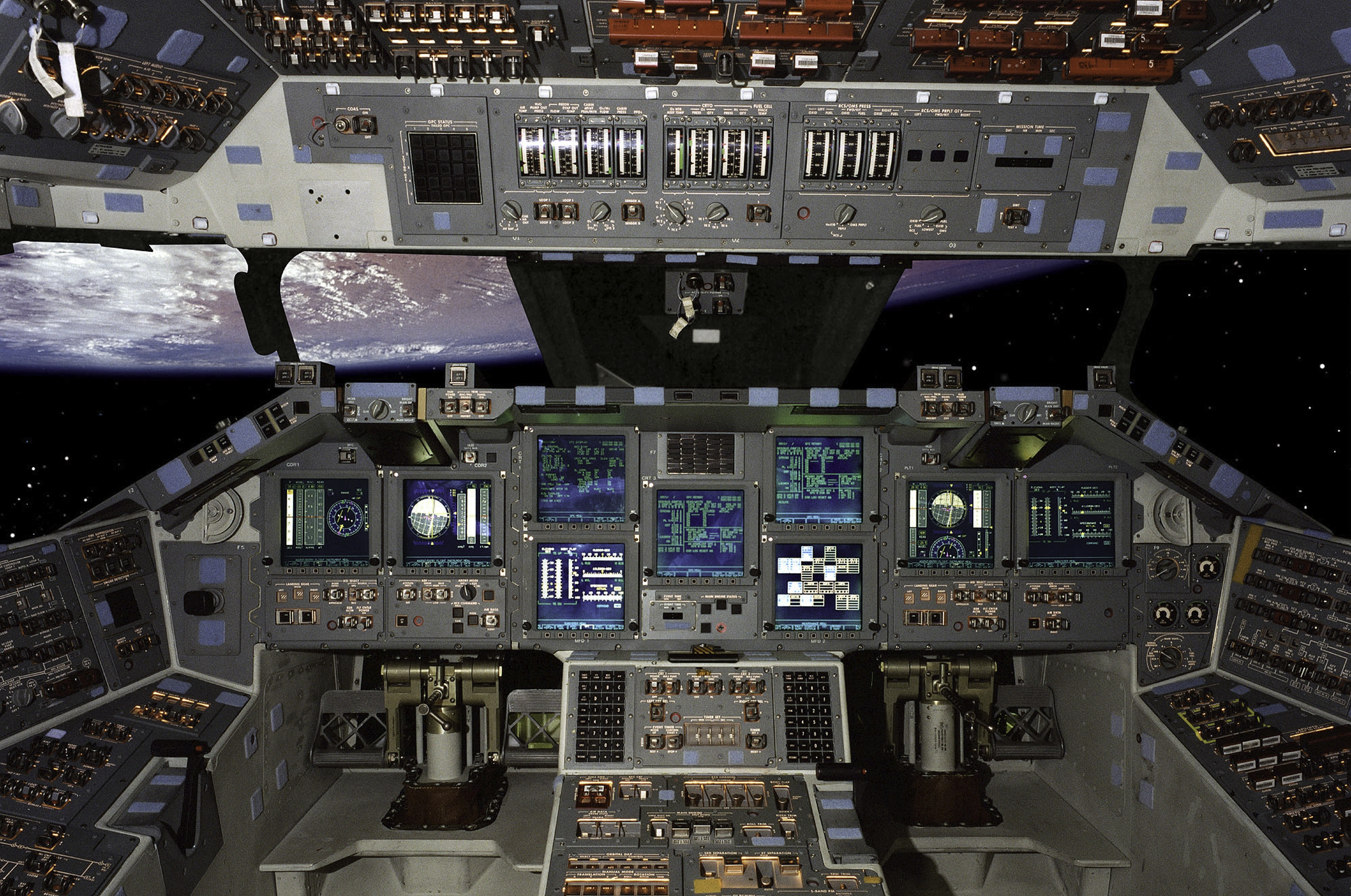
A cabine da Atlantis, apelidada de "cabine de vidro," usou telas em vez de instrumentos analógicos

Os principais objetivos da missão foram o de manutenção da estação, transferência de equipamentos e mantimentos, conserto e substituição de tecnologia avariada no módulo russo Zarya, realizar atividades extraveiculares em órbita e recolocar a Estação Espacial Internacional numa órbita a 400 km de altura, 30 km acima da que se encontrava, fazendo uma  re-ignição de seus motores.
Esta missão teve similaridades com a missão STS-107 da nave Columbia, que terminou em tragédia em 2003. Uma rachadura numa placa de cerâmica antitérmica na asa esquerda, permitiu a entrada de gás superaquecido na asa durante a reentrada. O gás, entretanto, não penetrou profundamente na estrutura, permitindo o retorno da tripulação e da nave e o dano foi consertado antes da missão seguinte. Caso a penetração fosse mais profunda, a Atlantis teria se desintegrado, como a Columbia três anos depois, na reentrada da atmosfera.
Esta foi a primeira missão do ônibus espacial com uma cabine feita de vidro.